# اوبرن (نیویورک)
اوبرن (به انگلیسی: Auburn) شهری در شهرستان کایوگا ایالت نیویورک است که در سرشماری سال ۲۰۱۰ میلادی، ۲۷۶۸۷ نفر جمعیت داشته است. اوبرن، به‌طور رسمی در تاریخ ۱۸۴۸ میلادی به‌عنوان یک شهر شناخته شد.